# Terrance Smith
Terrance Smith (3 de Maio de 1993) é um jogador de Futebol Americano que joga na posição de linebacker no Kansas City Chiefs. Ele jogou futebol americano universitário em Florida State. Ele assinou com os Chiefs depois de não ser draftado no Draft de 2016 da NFL.

## Carreira na Escola Secundária
Smith estudou em Southwest Dekalb, em Decatur, Geórgia. Em seu terceiro ano, ele registrou +120 tackles e 15 sacks. Em seu último ano, ele registrou 60 tackles e 10 sacks em apenas nove jogos. Ele foi classificado com três estrelas pelo Rivals.com, ele era 18ª entre os jogadores da posição de linebacker. Ele foi classificado com quatro estrelas e em 21º entre os jogadores da posição de Defensive End pelo Scout.com. Smith também foi avaliado com três-estrelas e em 26º entre os linebacker pela ESPN. Enquanto estudava em Southwest Dekalb, ele também praticava atletismo.

## Carreira na Faculdade
Smith foi para Florida State, onde ele se formou em ciências sociais. Como calouro em 2011, ele jogou os dois primeiros jogos na temporada, fazendo um tackle, antes de sofrer uma lesão.
Em 2012, como redshirt calouro, ele jogou principalmente no special teams. Ele fez nove tackles. Como um redshirt estudante de segundo ano em 2013 ele jogou em 13 jogos (10 como titular). Ele registrou 59 tackles, dois sacks, uma interceptação e três passes desviados. Em 2014 como um redshirt de terceiro ano, ele registrou 86 tackles (53 solo.), um sack, duas interceptações, uma passagem desviado e um fumble forçado. Por causa de uma lesão, ele jogou pouco em 2015, ele começou nove jogos, faltando quatro devido a uma lesão no tornozelo. Ele registrou 64 tackles (33 solo) e um sack.

### Estatísticas na Carreira Universitária
| Temporada | Temporada | Temporada | Temporada | Defesa | Defesa | Defesa | Defesa | Defesa | Interceptações | Interceptações | Interceptações | Fumbles | Fumbles |
| Ano       | Time      | JD        | JT        | Tack.  | Solo.  | Ass.   | Sacks  | TFL    | INT            | Jardas         | TD             | FF      | FR      |
| --------- | --------- | --------- | --------- | ------ | ------ | ------ | ------ | ------ | -------------- | -------------- | -------------- | ------- | ------- |
| 2011      | FSU       | 2         | 0         | 1      | 0      | 1      | 0      | 0      | 0              | 0              | 0              | 0       | 0       |
| 2012      | FSU       | --        | --        | 9      | 8      | 1      | 0      | 1.5    | 0              | 0              | 0              | 0       | 0       |
| 2013      | FSU       | 13        | 10        | 59     | 34     | 35     | 2      | 2.5    | 1              | 32             | 0              | 0       | 0       |
| 2014      | FSU       | 12        | 12        | 86     | 53     | 33     | 1      | 4.5    | 2              | 97             | 0              | 1       | 0       |
| 2015      | FSU       | 9         | 9         | 64     | 33     | 31     | 1      | 3.5    | 0              | 0              | 0              | 0       | 0       |
| Career    | Career    | 36        | 31        | 219    | 128    | 91     | 4      | 12.0   | 3              | 122            | 0              | 1       | 0       |

## Carreira profissional
Pré-Draft
| Altura | Peso   | Braço  | Mão    | 40-yards | 10-yards | 20-jardas | 20-ss | 3-cone | Salto Vertical | Salto  | BP      |
| ------ | ------ | ------ | ------ | -------- | -------- | --------- | ----- | ------ | -------------- | ------ | ------- |
| 1.88 m | 107 kg | 0.86 m | 0.25 m | 4.77s    | 1.65s    | 2.77s     | 4.49s | 7.14s  | 0.88 m         | 3.05 m | 19 reps |

Depois de não ser draftado no draft de 2016. Smith assinou com o Kansas City Chiefs em 6 de Maio de 2016. No dia 3 de setembro, ele foi dispensado mas no dia 5 de setembro, ele assinou com o Chiefs para jogar na equipe de treino. No dia 1 de novembro, ele foi promovido ao time principal dos Chiefs.

## Vida pessoal
Smith é filho do ex wide receiver, Terry Smith. Smith é primo do atual wide receiver do Houston Texans, DeAndre Hopkins.